# Севт IV
Севт IV (д/н — бл. 190 до н. е.) — цар одрисів в 215—190 роках до н. е.

## Життєпис
Син Рескупоріда I, царя одрисів. Матір'ю ймовірно було донька вождя фракійців-астеїв. Можливо, ще за життя батька став його співволодарем. 215 року до н. е. повністю перебрав владу на себе. Його опорою стають астеї, завдяки чому династію навіть стали називати Астейською.
На той держава одрисів достатньо зміцнило, що дозволило Севту IV у 214 році до н. е. кинути виклик кельтському цареві Кавару. війна тривала до 212 року до н. е., коли кельти зазнали поразки, а Кавар загинув. Севт IV захопив ворожі столиці Тиліс і Арковна, значно розширивши межі свого царства. Згодом поширив владу до західного узбережжя Чорного моря. Водночас дотримувався політики попередників щодо міст-держав, з яким мав торгівельні та рівноправні стосунки. разом з тим уклав союзний договір з Птолемеями, які володіли в Пропонтиді низкою важливих міст.
У 202 році до н. е. Філіпп V, цар Македонії, захопив Енос та інші міста в Пропонтиді та Геллеспонті, що належали Птолемею V, царю Єгипта (за якого правили регенти). Того ж року Севт IV виступив проти Македонії, але не досяг істотних успіхів. У 200 році до н. е. доєднався до антимакедонської коаліції під час Другої Македонської війни. 197 року до н. е., скориставшись боротьбою Філіппа V проти Етолійського союзу та римлян, Севт IV захопив та пограбував місто Лісімахію.
У 192 році до н. е. сирійський цар Антіох III Великий відвоював та відновив Лісімахію. Але вже 191 року до н. е. він зазнав поразки від римлян та відступив до Малої Азії. Це дало змогу царю одрисів знову зайняти Лісімахію. У 190 році до н. е. Севт IV помер. Йому спадкував син Амадок III.